# Teateråret 1987

## Händelser

### Februari
- 27 februari - Jarl Kulle firas på 60-årsdagen vid Kungliga Dramatiska Teatern i Stockholm när Markurells i Wadköping spelas.[1]

### Augusti
- 17 augusti - Eskil Hemberg tillträder som ny chef för Kungliga Teatern, då det nya spelåret inleds på Sveriges teatrar.[1]

### Okänt datum
- Guldmasken instiftas

## Priser och utmärkelser
- O'Neill-stipendiet tilldelas Hans Strååt[1]
- Thaliapriset tilldelas regissören Eva Bergman
- Nils Poppe tilldelas den kungliga medaljen Litteris et Artibus för framstående insatser som skådespelare.

### Guldmasken
| Bästa skådespelerska:          | Birgitta Andersson            | Omaka Par           |
| Bästa skådespelare:            | Carl-Gustaf Lindstedt         | Inte Nu Älskling    |
| Bästa kvinnliga biroll:        | Anna Sundqvist                | Omaka Par           |
| Bästa manliga biroll:          | Dan Ekborg                    | Zarah               |
| Bästa kvinnliga musikalartist: | Kategorin finns ej            |                     |
| Bästa manliga musikalartist:   | Kategorin finns ej            |                     |
| Regi:                          | Lars Amble                    | Omaka Par           |
| Koreografi:                    | Kategorin finns ej            |                     |
| Scenografi:                    | Svein Lund Roland             | Cats                |
| Kostym:                        | Gertie Lindgren               | Inte Nu Älskling    |
| Juryns specialpris:            | Michael Hallbert              | ljusdesign för Cats |
| Privatteatrarnas pris:         | Galenskaparna och After Shave |                     |

Se vidare MusikalNet listor över pristagare

## Årets uppsättningar

### Oktober
- 24 oktober - Galenskaparna och After Shaves musikal Stinsen brinner har urpremiär på Lorensbergsteatern i Göteborg.

### November
- 13 november - Börje Lindströms Åtta år i dag, i regi av Eva Bergman, börjar spelas på Backa Teater i Göteborg [2].

## Avlidna
- 3 oktober - Jean Anouilh, 77, fransk dramatiker.[1]